# Пион уклоняющийся
Пио́н уклоня́ющийся, или Пион необыча́йный, или Пион непра́вильный, или Ма́рьин ко́рень, или Пион Марьин-корень (лат. Paeónia anómala), — вид многолетних травянистых растений рода Пион, произрастающих в светлых смешанных лесах, на лугах и опушках, в долинах рек. Предпочитает плодородные почвы и солнечные места.
Культивируется в садах как декоративное растение. В культуре с 1788 года.

## Название
Видовое название «уклоняющийся» — перевод латинского anomalia, от др.-греч. ἀνωμᾰλία «отклонение», «неправильность».
Толковый словарь живого великорусского языка Владимира Даля и Ботанический словарь Анненкова — упоминают ещё несколько названий растения — марьина трава, сердечные ягоды, шегня (Tschegna). Последнее, возможно, имеет монгольское происхождение. В Большой советской энциклопедии (2-е издание) для этого растения указано также название чечна. 

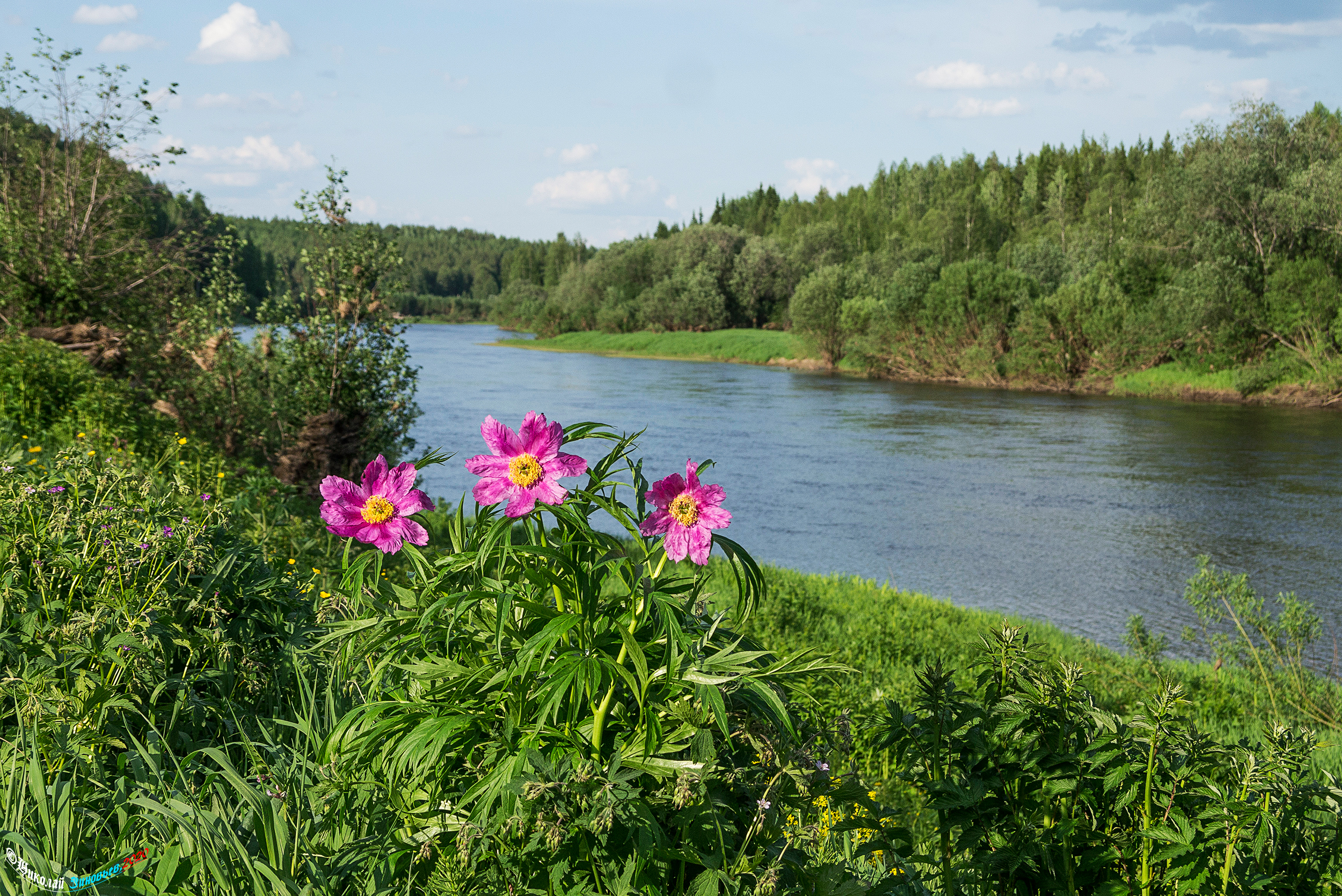
Цветение Пиона уклоняющегося на берегу реки Ухты

## Распространение и среда обитания
Вид распространён в России на территории Сибири, встречается в Казахстане, Монголии и Китае. В европейской части России растение можно встретить в Пермском крае, Республике Коми (в верховьях рек Вычегды, Айювы, Ухты, Печорской Пижмы, Печоры, Илыча; в долинах рек по Печорской низменности и Мезенско-Вычегодской низменности) и на Турьем полуострове.
Растет в темнохвойных и мелколиственных лесах на опушках и полянах, в горах поднимается до субальпийского пояса. Предпочитает умеренно увлажнённые богатые почвы. Не выносит выпаса. Иногда довольно обилен, урожайность корневищ и корней достигает 5—10 ц/га.
Относится к редким видам растений, а в некоторых регионах считается исчезающим.
Пион уклоняющийся занесён в Красную книгу животных и растений Республики Казахстан, Красную книгу Республики Коми (1998 и 2009 годы издания), Красную книгу Челябинской области и Красную книгу Мурманской области.

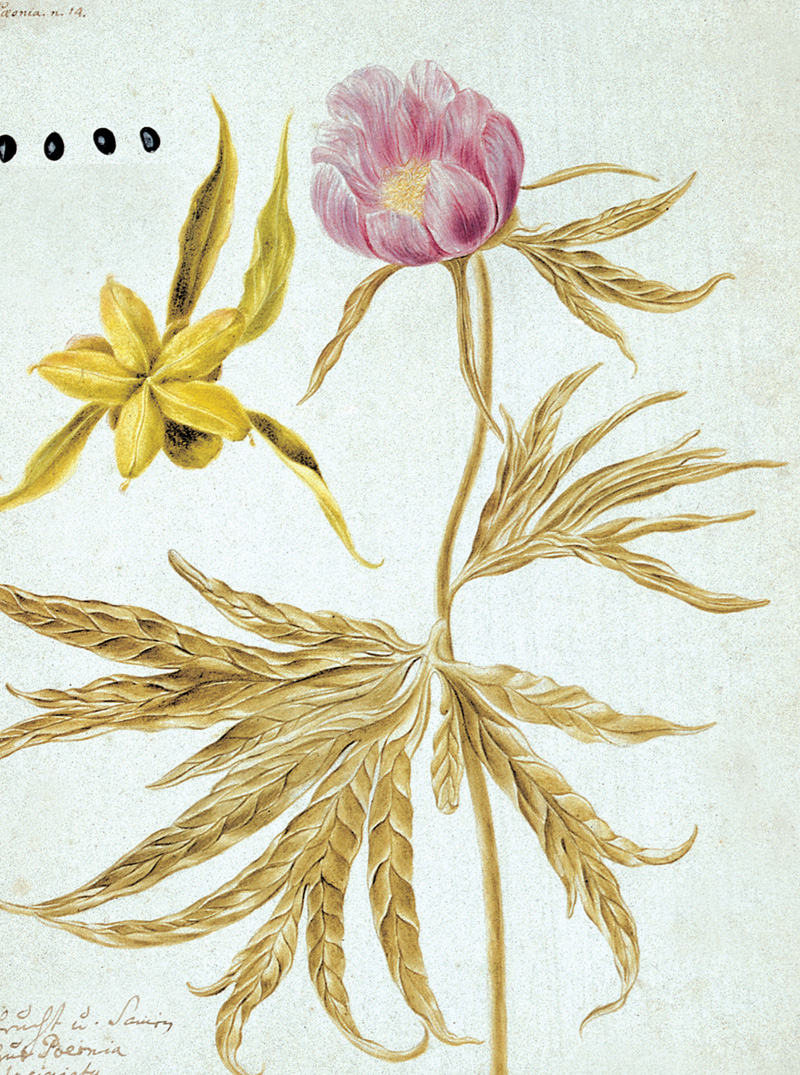
Ботаническая иллюстрация из книги И. Г. Гмелина «Flora Sibirica».

## Ботаническое описание
Корневищное растение с несколькими бороздчатыми стеблями, высотой около 1 м. Корневище мощное горизонтальное. Корень коричневого цвета ветвистый с толстыми веретенообразными клубнями, на разрезе белый, сладковатый на вкус, при разламывании издаёт сильный запах.
Листья крупные дважды тройчаторассечённые, с перистораздельными на ланцетные доли сегментами.
Цветки пурпурного и розового цветов, одиночные, диаметром около 10 см. Околоцветник двойной. Время цветения наступает в мае — июне.
Плод — сборная листовка из трех-пяти листовок.

## Химический состав
Активные вещества сосредоточены в корне растения, в котором обнаруживаются эфирные масла, свободные салициловая и бензойная кислоты, метилсалицилат, микроэлементы, флавоноиды, сапонины, дубильные вещества, около 1,5 % эфирного масла, следы алкалоидов, гликозиды -пеонифлорин и другие иридоиды, которыми, видимо, и определяется лечебный эффект растения.
По данным одного анализа клубневые корни содержали в процентах: влаги 1,3, золы 6,23, смолы 1,62, эфирного масла 1,59, салициловой кислоты 0,36, сахаров 10,0, крахмала 78,5, не гидролизирующихся веществ 2,1 %.
По одному источнику надземные части и корни не содержат алкалоиды. По другому источнику корни содержат небольшое их количество. Другой источник не нашёл алкалоиды в листьях, но нашёл их следы в стеблях и корнях, а в другом образце в корнях алкалоиды уже не встретились. Таким образом, содержание алкалоидов в марьином корне варьирует в зависимости от мест и условий произрастания.

## Хозяйственное значение и применение
Подземные органы отлично поедаются алтайским маралом (Cervus elaphus sibiricus). Сельскохозяйственными животными не поедается.
В качестве лекарственного сырья используют траву пиона уклоняющегося (лат. Herba Paeoniae anomalae), корневище и корень (Rhizoma et radix Paeoniae anomalae). Траву заготовляют в период цветения, корневище и корни — в любое время вегетации, предпочтительно одновременно с травой. Сырьё используют для приготовления настойки, которая применяется как седативное средство при неврозах, бессоннице и т. д.
Растение признаётся ядовитым, находит ограниченное применение в народной медицине при желудочных заболеваниях, эпилепсии, от кашля.
В Сибири корни употребляли как приправу к мясу.
Очень декоративен.

## Таксономия
Разновидности
- Paeonia anomala subsp. anomala
- Paeonia anomala subsp. veitchii (Lynch) D.Y.Hong & K.Y.Pan[19] [syn.  Paeonia veitchii Lynch]basionym

Близкие виды
- Paeonia intermedia C.A.Mey. [ syn. Paeonia hybrida var. intermedia (C.A.Mey.) Kryl. ]
- Paeonia tenuifolia L. — Пион узколистный [syn.  Paeonia hybrida Pall. — Пион степной]